# Arsenale di Brest

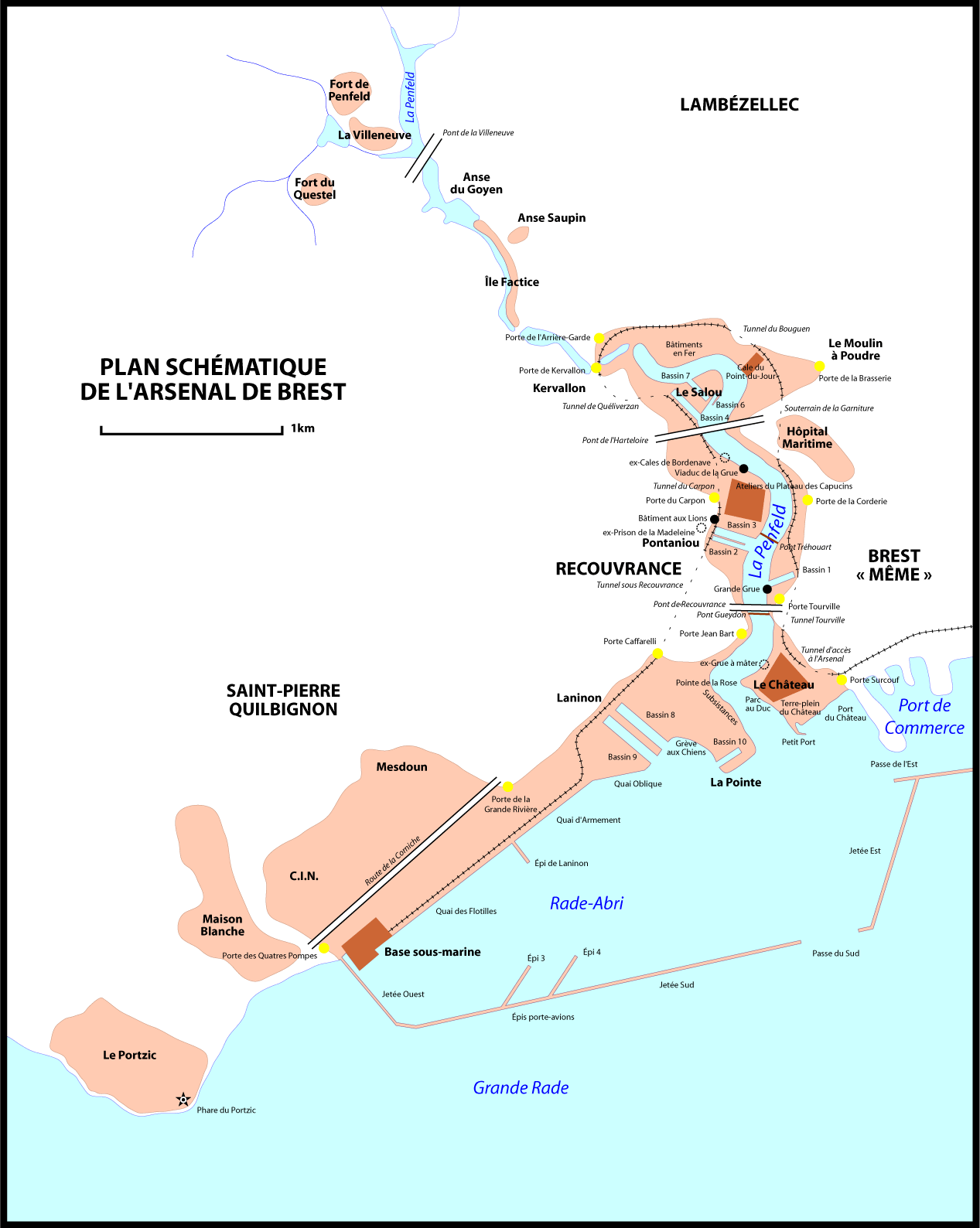
Piano schematico dell'arsenale di Brest

L’arsenale di Brest è situato nell'omonima città della Bretagna, è la seconda più importante struttura portuale militare della Marine nationale, la marina francese, dopo quella di Tolone. L'arsenale, in particolare, ospita tutti i sottomarini nucleari lanciamissili balistici francesi (a Île Longue), ed è noto per aver ospitato durante la seconda guerra mondiale un importante ricovero per gli U-Boot della Kriegsmarine (base sommergibili di Brest. Nella città ha inoltre sede una delle tre prefetture marittime francesi, la Préfecture maritime de l'Atlantique; il prefetto marittimo è anche il comandante in capo per l'Atlantico (CECLANT).

## Storia del porto di Brest

### Il III secolo
Nel III secolo venne costruito un primo castrum su uno sperone di roccia dai Romani. In seguito su tale sperone venne costruito tra il VI e il X secolo l'attuale Château de Brest, dove oggi trova sede il Musée national de la Marine. Accanto all'accampamento romano si iniziò a fortificare anche quello che in seguito divenne l'arsenale della città, il piccolo porto nei pressi del castello, il port du Château. Durante il tutto il corso del Regno franco il porto non subì troppe variazioni.

### Medioevo
Durante la guerra dei cent'anni che vide contrapposti per un periodo non continuativo di 116 anni il Regno d'Inghilterra e il Regno di Francia, dal 1337 al 1453, il paese di Brest, ma più in generale anche l'autonoma Bretagna e altri territori francesi, rimasero coinvolti in numerose battaglie. Nel mezzo della centenaria guerra, la Bretagna fu anche sconvolta dalla Guerra di successione bretone (tra il 1361 e il 1364), che la portò ad essere sempre più vicina agli inglesi. Durante la Guerra carolina grazie a Carlo V di Francia, il saggio, molti territori ritornarono in possesso della Francia, eccezione fatta per poche piazzeforti: Calais, Cherbourg, Bordeaux, Bayonne e Brest. Quest'ultima fu sottratta agli inglesi solamente nel 1391 anche grazie al primo trattato di Guérande (1365) e al secondo trattato di Guérande (1381), ove il duca della Bretagna scelse Carlo V come proprio re.

### Feudalesimo
La perdita di indipendenza politica dalla Gran Bretagna (1491) consentì alla flotta francese di ad avere come alleato la potente flotta bretone. L'arsenale di Brest è quindi oramai controllato dalla marina francese. L'episodio che coinvolse la caracca Marie la Cordelière sancì ulteriormente quest'alleanza franco-bretone.
Nei pressi del porto di Brest si ebbe la prima battaglia in un porto fra vascelli armati di cannoni. Il 10 agosto 1512 scoppiò la battaglia di St. Mathieu, uno scontro navale che vide coinvolte una flotta di 25 vaschelli inglesi comandata da Edward Howard e una da 22 vascelli francesi e bretoni al comando di René de Clermont. La battaglia si concluse con alcune barche affondate e/o incendiate, ma la vittoria fu degli inglesi, che sorpresero i francesi ancora ancorati nel porto.

### I primi passi di un marine permanente
Nel 1627 furono creati i primi tre squadroni navali francesi, nelle regioni dellq Guienna, Normandia e Bretagna, con le basi navali respettivamente a Hiers-Brouage, Le Havre e Brest.
Fu solo nel 1631 che Richelieu decise per la costruzione dell'arsenale, dove potevano venire costruite e/o riparate le navi, specialmente quelle da guerra. Ciò dette un impulso all'evoluzione del paese, richiamando sempre più lavoratori e marinai. Infatti a quei tempi solo i porti di Brest e di Tolone erano in grado di accogliere i grandi vascelli da guerra del XVII secolo. Il fatto era che le imbarcazioni di quei tempi trasportavano molta artiglieria e quindi necessitavano di un pescaggio elevato. Tra l'altro il porto di Brest soffriva di una predominanza di venti occidentali, che da un lato facilitava l'uscita delle navi a vela dal porto, ma ne rendeva difficile, se non impossibile, l'ingresso. Tale problema fu risolto con la comparsa dei motori a vapore nel XIX secolo.

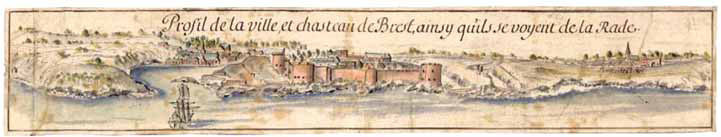
Vista del porto e del castello di Brest (1678).

Durante la Guerra franco-spagnola, vinta dai francesi, anche il porto di Brest fu coinvolto, inviando nel Mediterraneo ben 20 vascelli da unire assieme alle forze di Tolone per liberare Perpignano che era sotto assedio terrestre (1642).

### La marina di Luigi XV

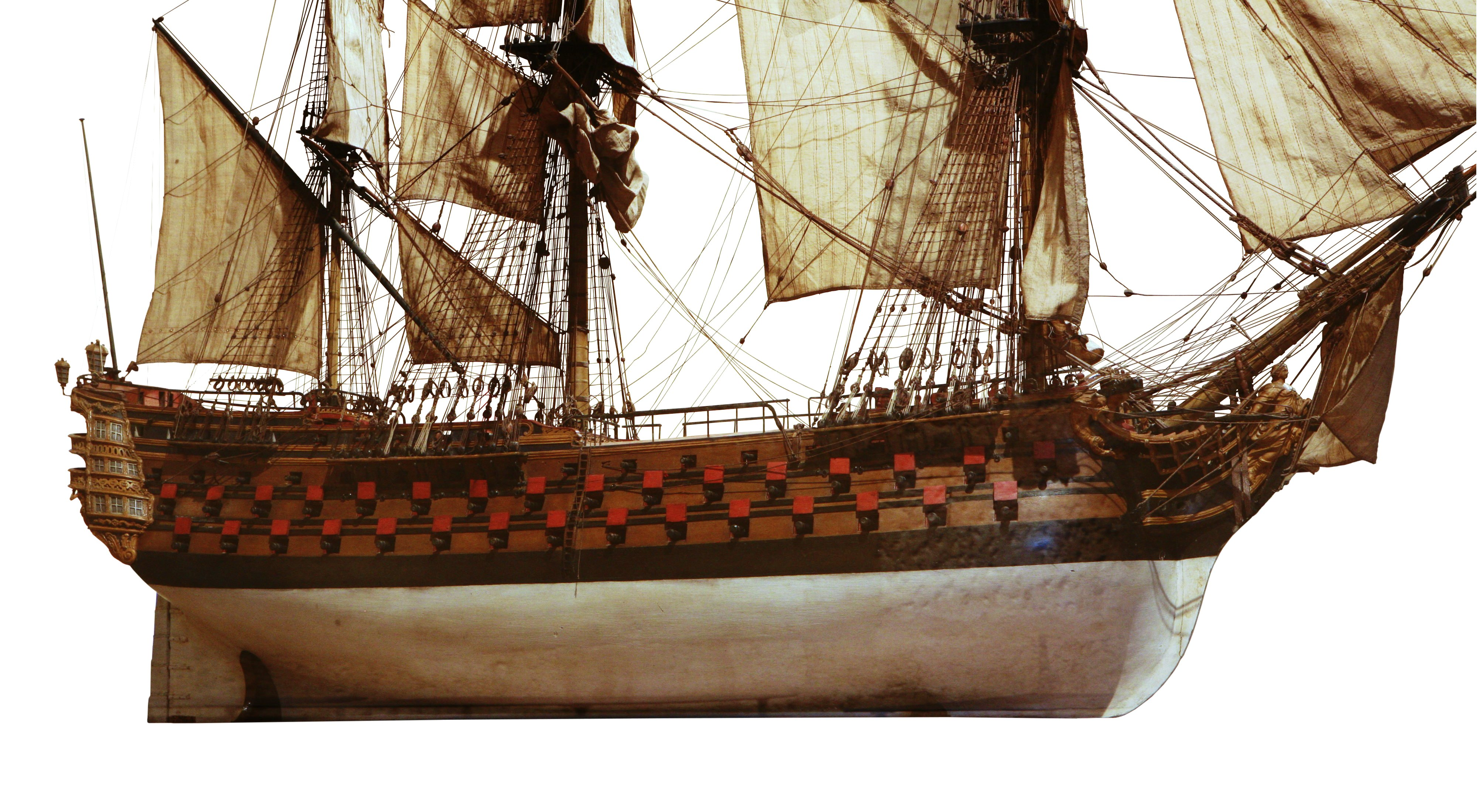
Il vascello Bretagne, un orgoglioso tre ponti che incarna le 16 unità costruite nel desiderio di vendetta francese dopo le sconfitte della Guerra dei Sette Anni, presso il Museo di Brest.

All'inizio del XVII secolo Brest, sotto il regno di Enrico IV, era poco più di un paesino di 2 000 abitanti perlopiù pescatori. Solo dopo la fine dell'occupazione del Regno Unito, la Francia decise di fare del porto di Brest uno dei più importanti porti militari del paese. Ciò però rendeva anche necessaria la sua difesa. Fu così che nel XVIII secolo, sotto il regno di Luigi XVI, attorno al porto furono costruite alcune fortificazioni. Altro motivo per la difesa del porto era che da qui partivano molti degli squadroni che andavano in aiuto ai coloni della costa nordamericana atlantica durante la guerra di indipendenza nordamericana; tra l'altro non era esclusa una possibile nuova invasione del Regno Unito a Brest. Questa lina difensiva prevedeva ben cinque fortificazioni, seguendo il progetto di Sébastien Le Prestre de Vauban (1633-1707), di fortificare la parte occidentale di Brest. A difesa del porto vi erano quindi a ovest il forte Penfeld, il forte Questel, il forte Keranroux e il forte Montbarey, mentre a est si trovavano il forte Pen-ar-Creach (oggi inesistente) e il forte di Guelmeur.
All'inizio del XVIII secolo la Francia era sotto il regno del giovane Luigi XV di Francia, che prima di diventare maggiorenne venne sostituito dal precettore André-Hercule de Fleury e la marina francese non passò dei felici tempi. Ciò si può anche vedere dal bilancio annuale dello Stato (circa 200 milioni di Livre tournois), al ministero della guerra venne dato circa il 30%, mentre alla Marina solo il 5%. Molte navi da guerra rimasero a marcire nei porti, ed una buona parte dei lavoratori si diressero verso i porti commerciali. Nel 1720, i laboratori e magazzini di molte città portuali, tra cui Brest, sembravano quasi deserti; infatti la flotta francese era ridotta ad una trentina di vascelli.
In seguito grazie ad un ministro della Marina più volenteroso e competente, Jean-Frédéric Phélypeaux de Maurepas, che divenne anche segretario di stato all'età di 22 anni, si ebbe, seppur con un risicato budget, ad avere un rinnovamento. Maurepas decise di constatare personalmente alcuni arsenali, tra cui quello di Brest, rendendosi conto dello stato delle cose e richiedendo invano ulteriori fondi. Spiando gli ingegneri Geslain Blaise Blaise Ollivier riesce ad avere un'idea di quello che si può migliorare, in comparazione con la marina inglese. Alcuni nuovi vascelli furono Borée, Mars, Terrible, Magnanime, Invincible, Tonnant e Soleil-Royal, tutte con un numero sempre più elevato di cannoni. Da qui si ebbe una grande espansione delle rotte commerciali marittime, di cui fu interessato anche il porto di Brest.
Durante la guerra di successione austriaca (1740-1748) il Regno di Francia si trovò nuovamente ad affrontare gli inglesi, in quanto rivali. Nel 1740 Luigi XIV di Francia decise di costituire una delle più grosse spedizioni navali anche per difendere i rapporti commerciali con le colonie d'oltreoceano. Sempre dai porti di Tolone e da quello di Brest partì una grande quantità di vascelli. Ancora nel 1744 una forza di 19 vascelli partì da Brest per invadere l'Inghilterra, ma l'impresa fallì subito. Nonostante la superiorità navale inglese, questa non riesce ad impadronirsi delle colonie francesi. Gli inglesi cambiarono sia un po' di ammiragli che strategie, creando un'apposita squadra Western Squadron con il compito di sorvegliare in particolare il porto di Brest. Attorno al Capo Finisterre si verificano due battaglie (maggio e ottobre 1747), a cui partecipano le divisioni di Brest.
Nel 1755 Londra decise di muovere una nuova guerra senza alcun preavviso: la Guerra dei sette anni, che permetterà agli inglesi di affondare ben 300 imbarcazioni tra maggio e novembre dello stesso anno. Solamente 9 vascelli americani riescono a scappare da Edward Hawke e a rientrare nel porto di Brest. Sentendosi superiore, l'Inghilterra decise di attaccare anche le navi vicino alle coste, come L'Espérance, uno dei vascelli con base a Brest. Per rappresaglia la divisione navale di Dugay che si trovava al largo di Brest sequestrò la fregata britannica che trasportava il governatore americano nella Carolina del Sud. Inoltre a Brest tra il 1758 e il 59 si ha un'epidemia di tifo che ha contagiato circa 5 000 persone, causando 10-15.000 morti.
Il 1759 è l'anno delle catastrofi. Versailles, che vuole reagire agli attacchi umilianti sulla costa francese, dirige la squadra di Tolone (12 vascelli, 3 fregate) ad aderire a quella di Brest (21 vascelli, 5 fregate) per un altro tentativo di sbarco in Inghilterra. Ma a Brest, dopo l'epidemia, mancano marinai, che vengono sostituiti da novelli. Il piano quindi fu destinato a fallire, assieme al morale dei marinai, sempre più basso.

### La marina di Luigi XVI

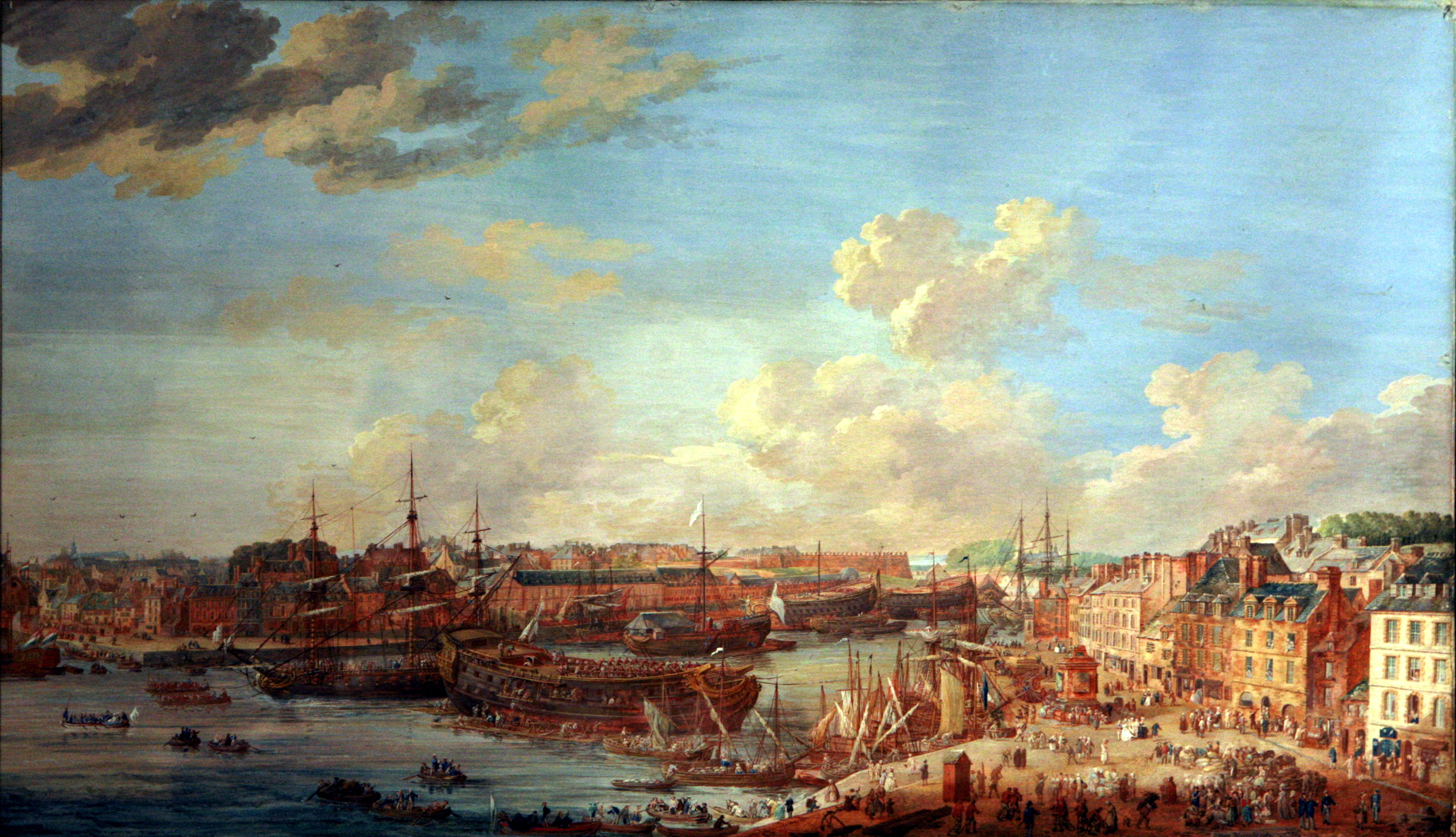
Louis-Nicolas Van Blarenberghe, Veduta del porto di Brest, 1780

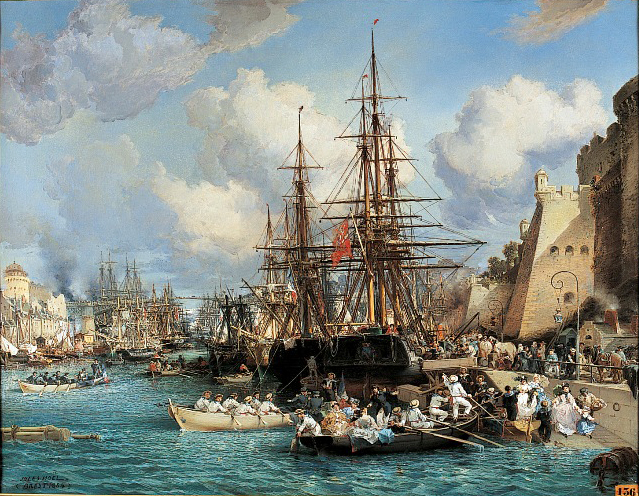
Il porto, l'arsenale ed il castello di Brest, 1864

Con l'arrivo di Luigi XVI di Francia si ha un notevole sviluppo della flotta francese. Antoine de Sartine divenne il responsabile nel 1774 del dipartimento della marina e delle colonie nel 1774. Grazie anche a lui i nuovi ufficiali della marina divennero meglio preparati. È lui che ha fatto costruire nel porto di Brest alcune caserme per i marinai.
Nel 1778 si ha l'inizio della guerra anglo-francese: i porti di Tolone e Brest vengono messi subito in stato di pre-allarme. Fu qui che Sartine propose di inviare la flotta di Tolone in America e quella di Brest a combattere nel La Manica. L'8 luglio 1778, 29 vascelli e cinque fregate della Flotte du Ponant lasciano il porto di Brest alla ricerca di 30 vascelli e cinque fregate della flotta di Augustus Keppel che si trovava nelle vicinanze. Da qui si ebbe la battaglia di Ouessant, presso l'omonima isola (1778), dove i francesi poterono risollevare il proprio morale.
Nel 1780 ha inizio una nuova tipologia di battaglia, la cosiddetta "guerra periferica", dove la Francia decise di concentrarsi sui territori oltre oceano. Il 2 maggio 1779 Jean-Baptiste Donatien de Vimeur de Rochambeau partì da Brest con 26 navi da trasporto e scortato da 7 vascelli e 2/3 fregate, raggiungendo con i rifornimenti la costa americana.
Nel 1781 la Francia dispone di 70 vascelli, di cui ben 20 a Brest, mentre l'Inghilterra ne ha 94. A Brest nello stesso anno si trovano 20.000 marinai e 8.000 lavoratori all'arsenale. Si può tranquillamente affermare che la Francia non sarebbe mai stata in grado di sostenere le forze di De Grasse, La Motte Picquet, Suffren e Guichen senza gli enormi sforzi dell'arsenal di Brest. Qui infatti furono costruiti tra il 1780 e il 1781 tre squadroni, il cui impiego fu fondamentale. Nel 1782 partono altri due convogli dal porto di Brest, ma sono più sfortunati; furono subito attaccati dagli inglesi.

### La prima guerra mondiale
Durante la prima guerra mondiale gli Stati Uniti d'America vollero aiutare gli stati della Triplice intesa, tra cui anche i francesi, inviando tramite convogli navali truppe e materiale di supporto. Molte di queste arrivarono nel porto di Brest, che lo resero la base operativa navale americana. Gli americani dovettero immediatamente fronteggiare due problemi: da un lato dovevano contrastare il più presto possibile la minaccia sommergibili tedesca, la quale causò perdite di 800.000 tonnellate al mese, e dall'altro dovevano riuscire a trasferire in Europa truppe e materiali in grosse quantità. Tra i porti che furono utilizzati vi erano quello di Queenstown in Irlanda, Gibilterra e Brest. In totale arrivarono in Europa 911.000 soldati, poco meno della metà del totale inviati, che vennero trasferiti grazie a navi inglesi. Di tutte le navi utilizzate nei convogli, solo 10 furono affondate.
A commemorazione dell'aiuto alla Francia, esiste un monumento sia a Brest che a Gibilterra, il monument américain (monumento americano), realizzato dall'architetto Ralph Milnau; nel 1926 il sindaco Léon Nardon mise a disposizione un terreno per poterlo edificare un monumento commemorativo: i lavori iniziarono nel 1930 e venne inaugurato nel 1937, costruito con granito proveniente dall'Aber-Ildut.
Dato che Brest divenne una delle più importanti città portuali della Francia, fu probabilmente da questo porto che l'influenza spagnola (1918-1919) partì per colpire diverse città nel mondo, uccidendo oltre 25 milioni di persone in soli 6 mesi.

### La seconda guerra mondiale
Durante la seconda guerra mondiale nel porto militare, fortificato da Vauban, i tedeschi vi stabilirono un'importante base per sottomarini. Brest nel 1941 ebbe a che fare, attraverso l'Operazione Rheinübung, alla Caccia alla Bismarck.
Il 24 luglio 1941 la Royal Air Force tentò il bombardamento di Brest, con l'uso dei Boeing B-17 Flying Fortress, ma questi mancarono i bersagli completamente. Successivamente, nel febbraio del 1942, si dette il via da Brest all'Operazione Cerberus, per portare alcune navi tedesche alla difesa della Norvegia, attraversando i blocchi alleati nel canale della Manica. La base dei sottomarini fu danneggiata nel corso della battaglia di Brest subito dopo lo sbarco in Normandia, durante la quale la città fu distrutta.
La seconda guerra mondiale comportò per la città una vera e propria catastrofe. Solo pochi dei vecchi edifici medioevali rimasero in piedi. Nel dopo-guerra, con l'aiuto del governo della Germania Ovest, la città ed il porto furono in breve tempo ricostruiti.

### La base navale oggi
Nel 1954 venne costruito il ponte de Recouvrance, il secondo ponte sollevabile in Europa per le sue dimensioni (64 m). Questo ponte attraversa tutt'oggi l'arsenale militare di Brest, nei pressi del castello.
Oggigiorno a Brest esiste anche un centro d'istruzione navale, il Centre d'instruction naval de Brest che ha sede nel vecchio edificio della scuola navale.
Nel piccolo comune di Landévennec, si trova un cimitero per navi, costituito fin dai tempi di Napoleone III, e attivo ancora oggi. Qui vengono parcheggiate temporaneamente le navi francesi in disarmo.

## Base navale

### Forza oceanica strategica

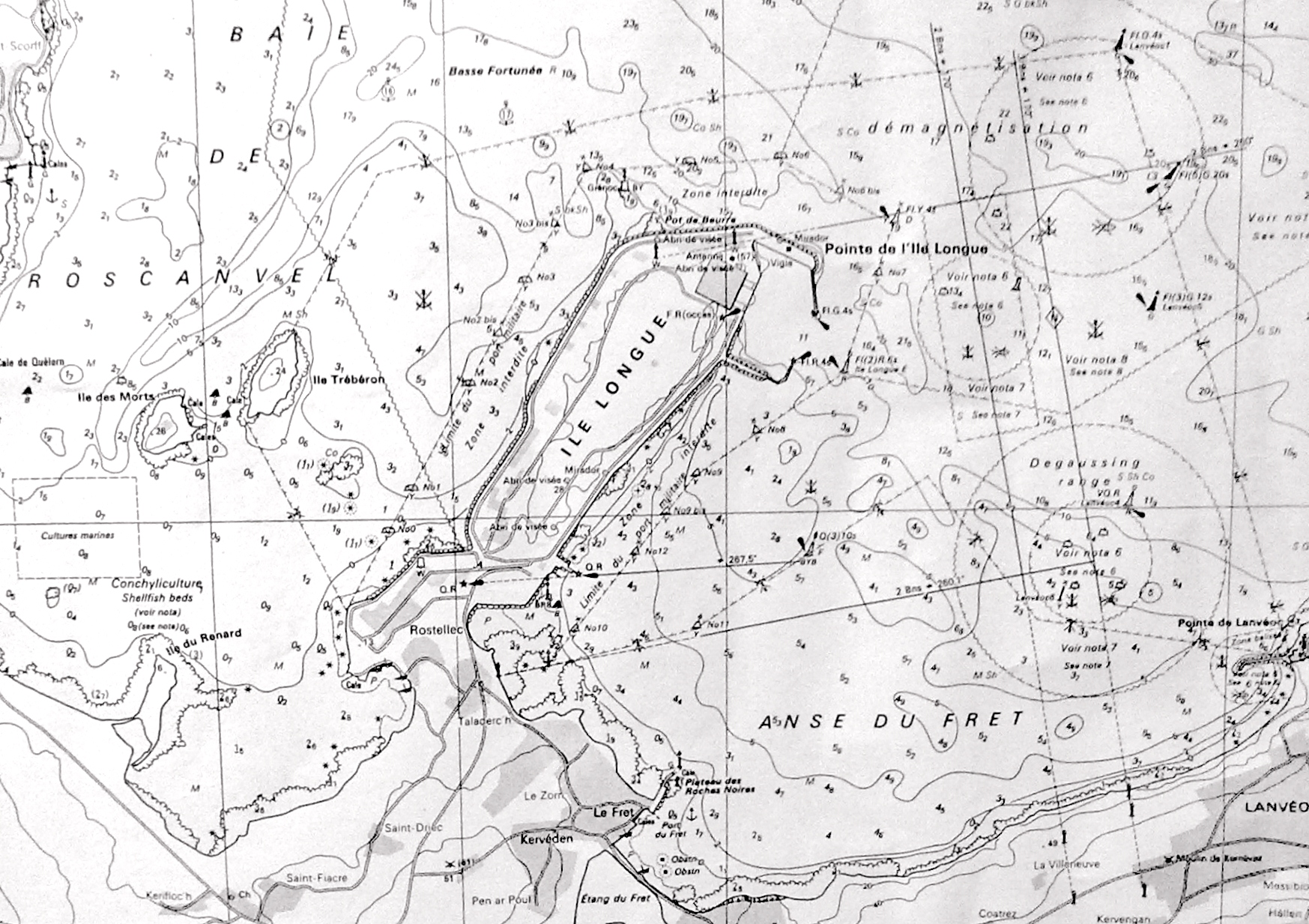
Mappa della Île Longue

A Brest si trova parte delle forze sottomarine (Forces sous-marines - FAN), una delle quattro principali componenti della marina francese. La forza navale comprende tutti i sottomarini francesi. Le forze sottomarine sono tutte assieme poste sotto il comando dell'ammiraglio comandante la FOST (ALFOST) una delle due forze francesi.

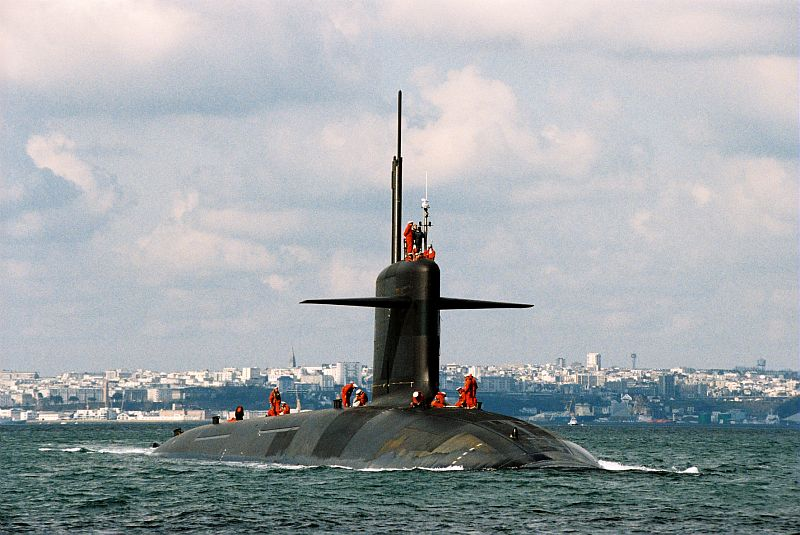
Il sottomarino Le Trionfante

La forza oceanica strategica FOST è la principale componente del deterrente nucleare francese, fondata nel 1972, garantisce la certezza di un secondo attacco (second strike) con una permanenza di uno a due sottomarini di pattuglia in mare. Essa è costituita da quattro sottomarini nucleari lanciamissili balistici (SSBN) classe Le Triomphant. Ciascuno dei dieci sottomarini francesi ha due equipaggi (chiamati « Bleu » et « Rouge ») per consentire il dispiegamento in mare 200 giorni all'anno.
Dal 1972 la marina francese ha aperto una base per armi nucleari per i sottomarini presso l'Île Longue (letteralmente in italiano "isola lunga"), una piccola penisola di fronte al porto, nella rada di Brest. Qui sono conservati molti dei missili balistici sublanciati (Submarine-launched ballistic missile – SLBM, o in francese identificati come SNLE), da sottomarini lanciamissili balistici. Tali sottomarini sono dotati perlopiù di missili M45 e più recentemente, dal 2010, di missili M51, facenti parte della Force de frappe.
Dal 1. luglio 2000, la base del FOST ha sede presso l'Île Longue a Brest, dove sono posti gli organismi che contribuiscono direttamente al comando e al loro sostegno:
- lo squadrone di missili balistici sottomarini nucleari (ESNLE), responsabile per la preparazione delle navi e la loro formazione equipaggi;
- la base operativa dell'Île Longue, che prevede la manutenzione dell'edificio e di condizionamento dei missili;
- la scuola di navigazione subacquea di Brest (ENSM / Brest) che prevede la formazione dei futuri sommergibilisti;
- quattro stazioni di trasmissione.

La forza oceanica strategica ha il compito di garantire la credibilità della deterrenza nucleare, seguendo la strategia francese della "dissuasione". Ciò prevede di garantire la permanenza di un missile balistico sottomarino, o due se necessario, per poter eseguire un eventuale ordine, in un qualsiasi momento del loro impegno, previo consenso della Presidenza della Repubblica.
L'invulnerabilità dei SSBN e il livello di prestazioni dei suoi missili fondano la credibilità della componente strategica oceanica.
I sottomarini Le Trionfante, Le Téméraire e Le Vigilant, rispettivamente, ammessi al servizio nel 1997, 1999 e 2004, godono di apparecchiature di avanguardia, e di un aumento di capacità acustiche. Le Terrible, che sta attualmente testando le sue migliorate prestazioni, sarà il primo di quattro sottomarini dotati di missili balistici la M51, con il quale si potrà migliorare significativamente la portata e precisione, fornendo una maggiore flessibilità ai sottomarini di nuova generazione.

### Fusiliers et commandos
I fucilieri di marina e i commando (fusiliers marins et commandos marine) sono raggruppati in una forza (Force maritime des fusiliers marins et commandos - FORFUSCO) con sede principale a Lorient e sono 1 700 persone.
Questa forza partecipa a operazioni di terra dal mare, a interventi in mare in missioni di soccorso, a operazioni di forze speciali, a protezione di siti sensibili. È composta da i commandos marine e dalle formazioni incaricate della difesa-protezione, di cui un raggruppamento si trova a Brest.

## Centro di riparazione U-Boot

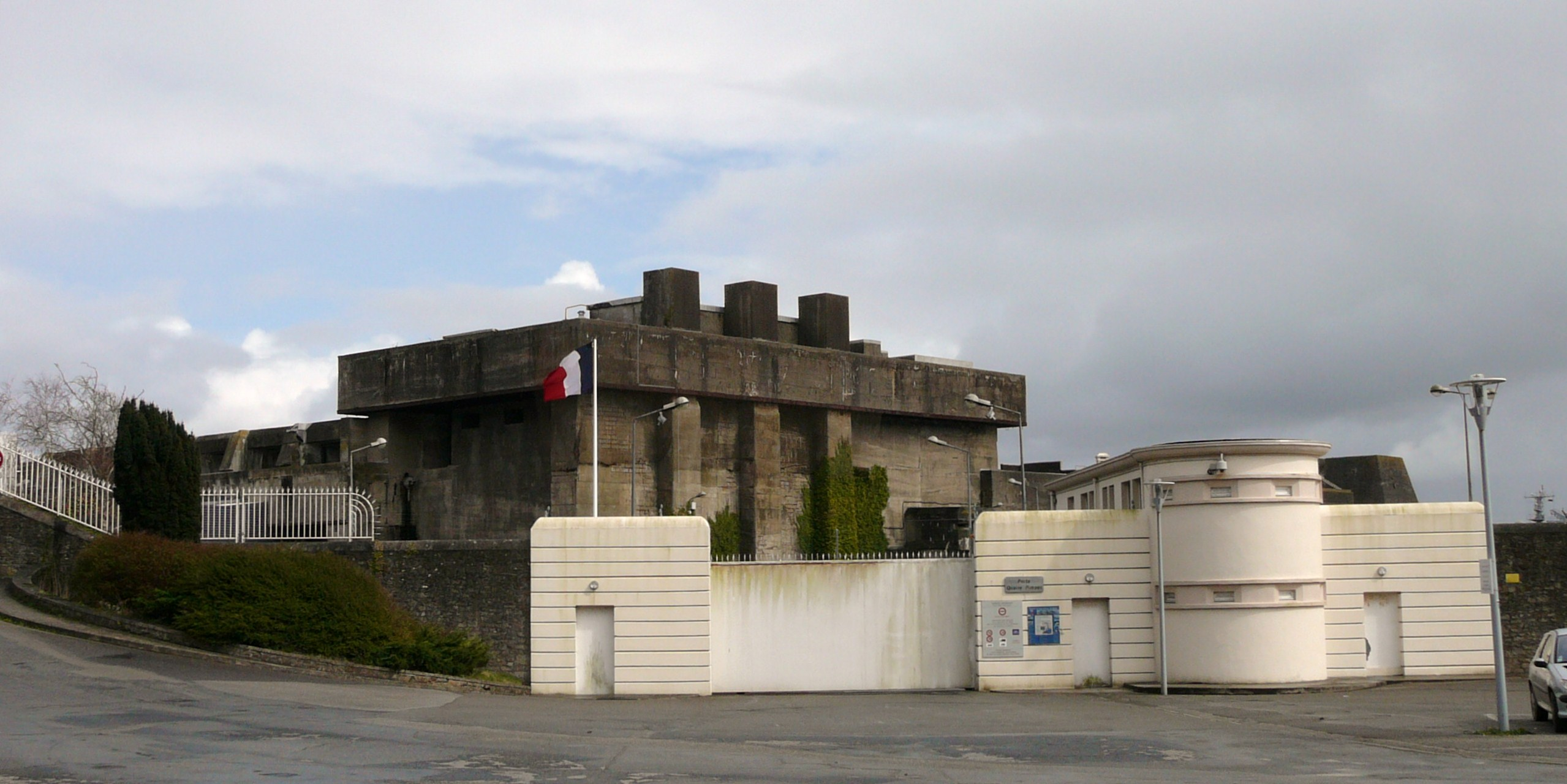
L'ingresso alla base degli U-Boot nella base navale di Brest.

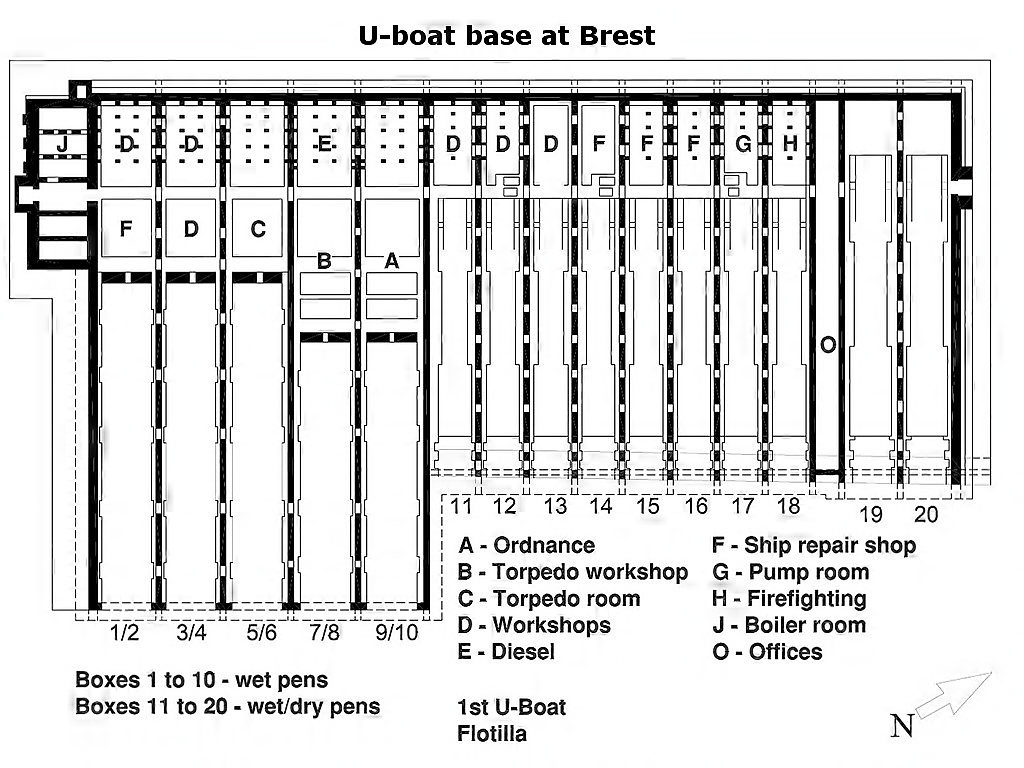
Mappa del centro riparazioni U-Boot

Il centro di riparazione navale fu istituito in fondo al porto atlantico della città di Brest, dove rimase attivo dal 1940 al 1944.
Nel giugno 1940, le truppe tedesche occuparono la costa atlantica francese, tra cui il porto di Brest. In seguito la marina francese diede ordine di ripulire il porto dai relitti causati dai bombardamenti. Intanto la base navale passo dalle mani dei francesi a quelle dei tedeschi. La base divenne nell'ottobre la base militare tedesca per la guerra atlantica (in tedesco Stützpunkt für den Seekrieg im Atlantik).
Oltre all'utilizzo del porto da parte delle forze di superficie (come ad esempio la Gneisenau, la Scharnhorst ed il Prinz Eugen), nel 1941 si è iniziata la costruzione di un apposito bunker per proteggere gli U-Boot.
Costruzione e gestione della costruzione erano nelle mani di Julius Berger (da Berlino) e Campenon Bernard (da Parigi).
La base dei sottomarini fu costruita in circa 500 giorni dall'Organizzazione Todt nel 1941, fino all'estate del 1942. Ci sono voluti oltre 500000 m³ di cemento, con un record giornaliero di 4000 m³.
Il bunker è largo circa 330 metri, lungo 190 e alto 17, fu infatti il bunker tedesco per sottomarini più grande costruito durante la guerra. Il soffitto fu inizialmente di 4 metri di spessore, ma in seguito fu rinforzato fino a raggiungere i 6 metri di spessore. Fu costruito in due fasi distinte, dapprima furono costruiti 13 bacini, e in seguito gli altri. Comprende 15 bacini: 3 da 122×22 metri, 2 da 93×22 metri, 8 da 90×15 metri e 2 da 103×17 metri, tutti profondi circa 12 metri. La struttura inizialmente era dotata di una copertura di 4,2 metri, ma successivamente, per ragioni di sicurezza, questa è stata portata a 6,1 metri.
Per la riparazione e l'equipaggiamento degli U-Boot sono state utilizzate le strutture esistenti del cantiere navale francese, dove la marina di Wilhelmshaven metteva il materiale necessario e il personale. In seguito anche personale francese è stato assegnato in questo bunker.

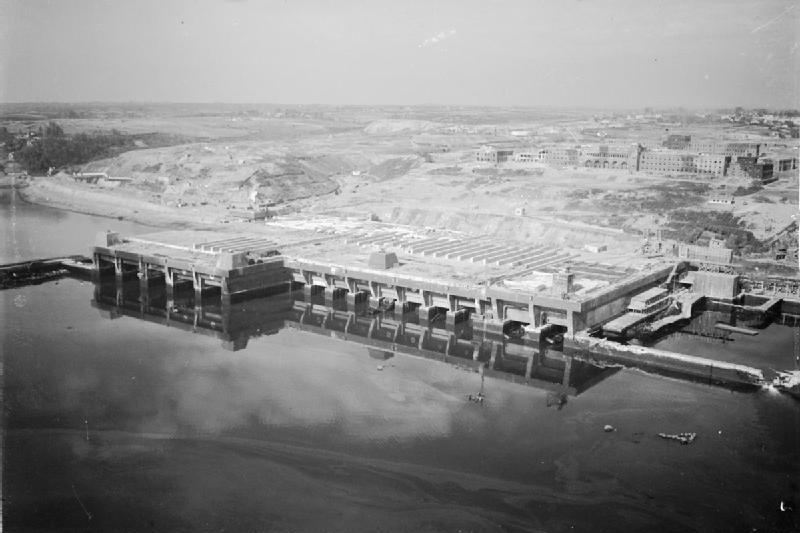
Foto storica del cantiere per riparazioni degli U-Boot tedeschi a Brest, attiva durante la seconda guerra mondiale.

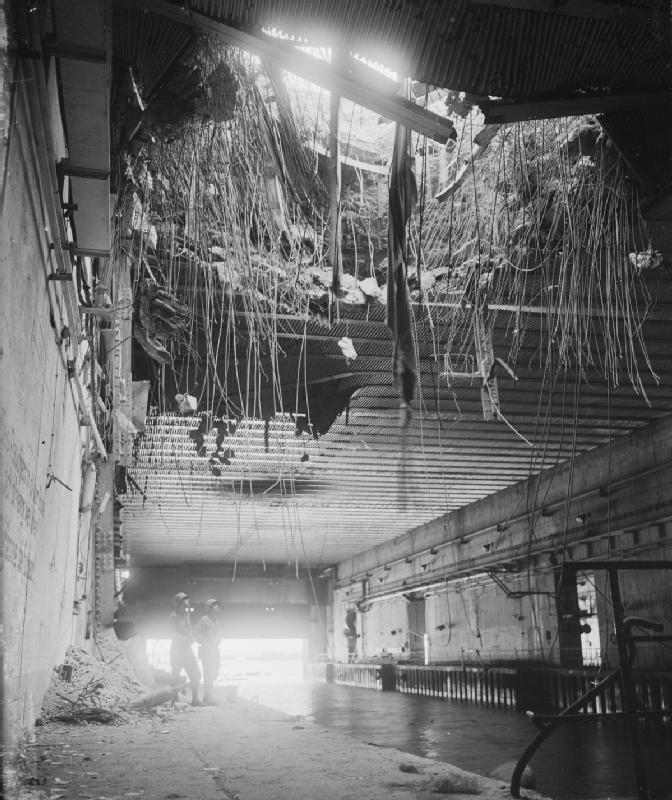
Il solco dovuto al bombardamento Alleato sulla base.

Nel 1943, il supporto tecnico per le riparazioni degli U-boat a Brest è stato lasciato dalla marina militare per essere preso in carico dalla ditta tedesca di costruzioni navali, la Deschimag (Deutsche Schiff- und Maschinenbau Aktiengesellschaft) di Brema.
La Deschimag trasferì i compiti della costruzione e riparazione dei sottomarini alla AG Weser. Con l'arrivo della AG Weser, circa 1 000 persone sono state chiamate a lavorare a Brest, alloggiate in baracche locali o in case private. Le imbarcazioni a Brest erano principalmente U-Boot Tipo VII C e D appartenenti alla 1. Unterseebootsflottille e alla 9. Unterseebootsflottille di stanza li, ma, se necessario, altri U-Boot potevano essere riparati.
Il 6 giugno 1944 vi fu lo sbarco alleato in Normandia, che portò allo sfondamento delle forze tedesche a Avranches, la base navale di Brest rimase tagliata fuori, capitolando il 18 settembre 1944.
Durante i numerosi bombardamenti degli alleati su Brest, più di 80, solamente una volta questi sono riusciti nel loro intento di colpire questa struttura fortificata. Il 5 agosto 1944 con degli Avro 683 Lancaster che volavano a 8.000 metri d'altitudine, sganciando le 9 bombe da 6 tonnellate ciascuna, le bombe Tallboy, di cui solo 5 riuscirono a centrare l'obiettivo. Il risultato è stato un buco nella struttura, ma nessun danneggiamento agli U-Boot.
L'ultimo U-Boot lasciò Brest il 4 settembre 1944, mentre la base fu catturata dagli americani il 21 settembre, dopo un mese di assedio e dure perdite.
Fin da allora, alla base arrivava ed esiste tuttora una traccia di linea ferroviaria che, dalla stazione dei treni, attraversa in maniera contorta la città per terminare alla base.
La struttura oggigiorno non è più utilizzata come base per sottomarini, dato che è una struttura pericolante, ma anche perché i sottomarini moderni hanno dimensioni molto maggiori. Oggigiorno la base che ospita i moderni sottomarini nucleari ha sede di fronte al porto, presso l'Île Longue. La base navale di Brest è visitabile anche ai civili durante alcuni periodi durante l'anno, con prenotazione per le persone i cui paesi non rientrano nella NATO.